# Touch (album Eurythmics)
Touch – album brytyjskiego zespołu Eurythmics, wydany w 1983 roku.

## Ogólne informacje
Był to trzeci album zespołu i podobnie jak poprzednia płyta okazał się wielkim sukcesem – zarówno komercyjnym, jak i artystycznym. Stylistycznie także był kontynuacją elektronicznego brzmienia z płyty Sweet Dreams. Album zdobył pierwsze miejsce w Wielkiej Brytanii, a także dotarł do pierwszej dziesiątki w USA.
Album promowały trzy single: „Who’s That Girl?”, „Right by Your Side” i „Here Comes the Rain Again”. Ostatni singel osiągnął największy sukces.
W 2003 roku album znalazł się na 500. miejscu listy 500 najlepszych albumów wszech czasów magazynu Rolling Stone.
14 listopada 2005 wytwórnia Sony BMG wydała ekskluzywne wydanie płyty Touch w digipacku, wzbogacone o dodatkowe ścieżki i remiksy.

## Lista utworów
| 1. | „Here Comes the Rain Again”                    | 4:54  |
|    |                                                |       |
| 2. | „Regrets”                                      | 4:43  |
|    |                                                |       |
| 3. | „Right by Your Side”                           | 4:05  |
|    |                                                |       |
| 4. | „Cool Blue”                                    | 4:48  |
|    |                                                |       |
| 5. | „Who’s That Girl?”                             | 4:46  |
|    |                                                |       |
| 6. | „The First Cut”                                | 4:44  |
|    |                                                |       |
| 7. | „Aqua”                                         | 4:36  |
|    |                                                |       |
| 8. | „No Fear, No Hate, No Pain (No Broken Hearts)” | 5:24  |
|    |                                                |       |
| 9. | „Paint a Rumour”                               | 7:30  |
|    |                                                |       |
|    |                                                | 45:30 |
|    |                                                |       |
Dodatkowy materiał (reedycja z 2005 roku)
| 1. | „You Take Some Lentils and You Take Some Rice” | 3:01  |
|    |                                                |       |
| 2. | „ABC (Freeform)”                               | 2:36  |
|    |                                                |       |
| 3. | „Plus Something Else”                          | 5:20  |
|    |                                                |       |
| 4. | „Paint a Rumour” (Long Version)                | 7:57  |
|    |                                                |       |
| 5. | „Who’s That Girl?” (Live)                      | 3:28  |
|    |                                                |       |
| 6. | „Here Comes the Rain Again” (Live)             | 3:07  |
|    |                                                |       |
| 7. | „Fame”                                         | 2:39  |
|    |                                                |       |
|    |                                                | 28:08 |
|    |                                                |       |

## Twórcy
Eurythmics
- Annie Lennox – śpiew, flet, perkusja, keyboard
- Dave Stewart – śpiew, cymbały, gitara basowa, gitara, keyboard, ksylofon

Muzycy towarzyszący
- Dick Cuthell – trąbka, kornet, skrzydłówka
- Martin Dobson – saksofon
- Dean Garcia – gitara basowa
- Michael Kamen – dyrygentura
- Brytyjska Filharmonia – smyczki

## Single
- 1983: „Who’s That Girl?”
- 1983: „Right by Your Side”
- 1984: „Here Comes the Rain Again”

## Pozycje na listach
| Kraj              | Pozycja |
| ----------------- | ------- |
| Wielka Brytania   | 1       |
| Stany Zjednoczone | 7       |
| Niemcy            | 9       |
| Szwajcaria        | 14      |
| Szwecja           | 9       |
| Norwegia          | 8       |
| Australia         | 4       |
| Nowa Zelandia     | 1       |

## Certyfikaty i sprzedaż
| Kraj                     | Certyfikat         | Sprzedaż   |
| ------------------------ | ------------------ | ---------- |
| Holandia (NVPI)          | złota płyta        | 50 000+    |
| Kanada (MC)              | 2x platynowa płyta | 200 000+   |
| Niemcy (BVMI)            | złota płyta        | 250 000+   |
| Nowa Zelandia (RMNZ)     | platynowa płyta    | 15 000+    |
| Stany Zjednoczone (RIAA) | platynowa płyta    | 1 000 000+ |
| Wielka Brytania (BPI)    | platynowa płyta    | 300 000+   |